# Кэлхун, Джон Колдвелл
Джон Колдвелл Кэлху́н (Калху́н) (англ. John Caldwell Calhoun, [kælˈhuːn, kəlˈhuːn]; 18 марта 1782 — 31 марта 1850) — американский политический и государственный деятель; 7-й вице-президент США (1825-1832). Считается одним из наиболее влиятельных политиков в истории США, главный идеолог рабовладельческой политики южных штатов и лоббист их интересов в федеральном правительстве. Первый вице-президент США, родившийся после провозглашения независимости. Второй из двух вице-президентов, занимавших свой пост при двух президентах (первый — Джордж Клинтон) и один из двух (второй — Спиро Агню), ушедших в отставку. Его идеи использовались для обоснования сецессии южных штатов и создания КША.

## Биография
Джон Колдвелл Кэлхун родился 18 марта 1782 года в Аббевилле, штат Южная Каролина. Его отец, Патрик Кэлхун, родился в ирландском Донеголе, но в детском возрасте вместе с семьёй переехал в колонии. Первоначально семейство обосновалось в Пенсильвании, откуда в 1755 году перебралось на запад Виргинии, а через год в Южную Каролину. Патрик Кэлхун стал значительной личностью в колонии, входил в законодательное собрание колонии, а затем и штата, принимал участие в Войне за независимость США. В 1770 году он женился на Марте Колдвелл, дочери переселенца с шотландскими и ирландскими корнями.
Джон Кэлхун в 1802 году поступил в Йельский университет, который с отличием окончил в 1804 году. Далее он обучался в престижной юридической школе Литчфилда и в 1807 году стал адвокатом. Юридическую практику Кэлхун открыл в родном Аббевилле и вскоре преуспел в своей профессии.

## Карьера
Представитель Демократической партии. В 1808 и 1809 годах он избирался в законодательное собрание Южной Каролины. В 1810—1817 годах представлял Южную Каролину в Палате представителей, при Джеймсе Монро служил военным министром в 1817—1824 годах. В администрации Джона Квинси Адамса (1825—1829 годы) был вице-президентом. При Эндрю Джексоне сохранял этот пост до 1832 года.
Разойдясь по ключевым вопросам с Джексоном, добровольно ушёл в отставку, чтобы иметь возможность избраться в Сенат, где образовал «великий триумвират» с Генри Клеем и Дэниелом Уэбстером. В администрации Джона Тайлера занимал должность госсекретаря (1844—1845 годы).

## Взгляды
Кэлхун выступал последовательным защитником интересов южных плантаторов от посягательств северян. Он оспаривал возможность ограничения рабства на территории отдельных штатов на том основании, что каждый американец имеет право перевозить собственность из штата в штат.
В 1832 году поддержал доктрину «нуллификации», согласно которой штат имеет право приостановить действие на своей территории любого федерального закона, идущего вразрез с Конституцией США.
Кэлхун остался в истории как теоретик рабства, под которое подводил солидное юридическое обоснование ссылаясь на работы Арчибальда Амантиса. Выступал против централизации государственной власти. В случае пренебрежения интересами отдельных штатов со стороны федерального правительства признавал возможность их сецессии. Теория прав отдельных штатов (state rights theory), выдвинутая Кэлхуном, сыграла важную роль в развитии острого конфликта между сторонниками аболиционизма и рабовладения, приведшему к гражданской войне в США.

## Память
В честь Джона Кэлхуна было названо озеро Калхун в Миннесоте (в 2018 году переименовано в Бде-Мака-Ска) и ряд округов и населённых пунктов США. Один из колледжей Йельского университета, названный в честь Джона Кэлхуна, в 2017 году был переименован в связи с его приверженностью идеологии рабовладения.

### Статьи
- Belko, William S. «John C. Calhoun and the Creation of the Bureau of Indian Affairs: An Essay on Political Rivalry, Ideology, and Policymaking in the Early Republic.» South Carolina Historical Magazine 2004 105(3): 170—197. ISSN 0038-3082
- Capers Gerald M., "A Reconsideration of Calhoun’s Transition from Nationalism to Nullification, " Journal of Southern History, XIV (Feb., 1948), 34-48. online in JSTOR
- Ford Jr., Lacy K. "Republican Ideology in a Slave Society: The Political Economy of John C. Calhoun, The Journal of Southern History. Vol. 54, No. 3 (Aug., 1988), pp. 405—424 in JSTOR
- Ford Jr., Lacy K. "Inventing the Concurrent Majority: Madison, Calhoun, and the Problem of Majoritarianism in American Political Thought, " The Journal of Southern History, Vol. 60, No. 1 (Feb., 1994), pp. 19–58 in JSTOR
- Rayback Joseph G., «The Presidential Ambitions of John C. Calhoun, 1844—1848,» Journal of Southern History, XIV (Aug., 1948), 331-56. online in JSTOR